# سیارک ۱۷۲

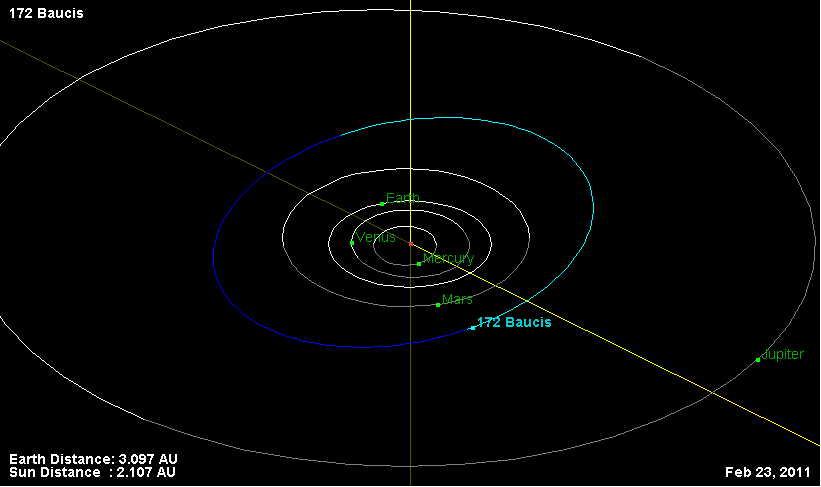
نمایی از محل قرارگیری سیارک ۱۷۲ در مدار - ۲۰۱۱

سیارک ۱۷۲ (به انگلیسی: 172 Baucis) صد و هفتاد و دومین سیارک کشف شده‌است که در ۵ فوریه ۱۸۷۷ و در مارسی کشف شد.
قدر مطلق سیارک برابر ۸٫۷۹ است.